# Allemande

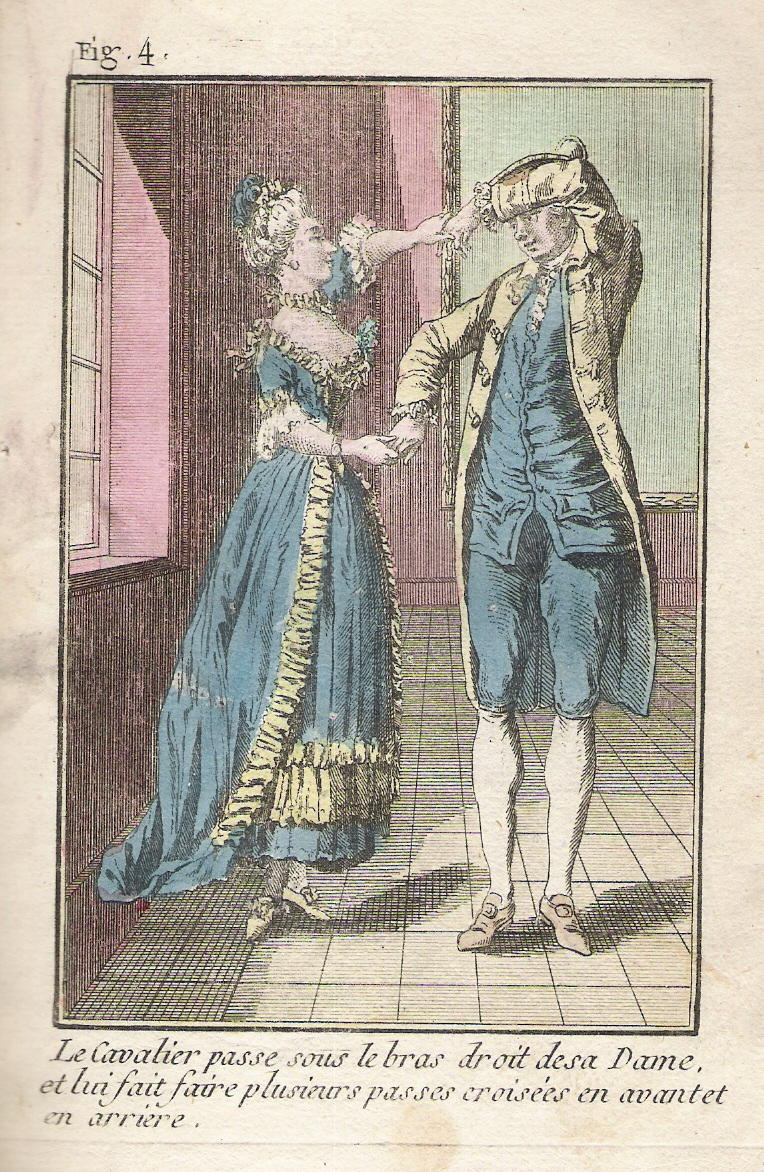
Allemande
Simon Guillaume: Almanach, Párizs, 1770. körül

Az allemande, almain, vagy alman (fr. „német tánc”) a 16. századtól ismert, a reneszánsz majd a barokk kor arisztokrata köreiben népszerű társastánc volt, valamint a barokk korban Couperin, Purcell, J. S. Bach és Händel hangszeres illetve zenekari szvitjeinek egyik tétele is. A szvitekben már stilizált táncként megjelenő allemande gyakran nyitó tétel, melyet közvetlenül a courante követ, de megelőzheti prelúdium is. Ezt nevezhetik máshogy is,  toccata, preambulum, nyitány, vagy ouverture.
Az 1800-as évekre, a biedermeier korszakban az allemande már élénk, 3/4-es vagy 3/8-os ütemű, keringőszerű, német táncot jelentett, hasonlatos a Svájcban és Németországban elterjedt walzerhez illetve a ländlerhez.

## Társastánc

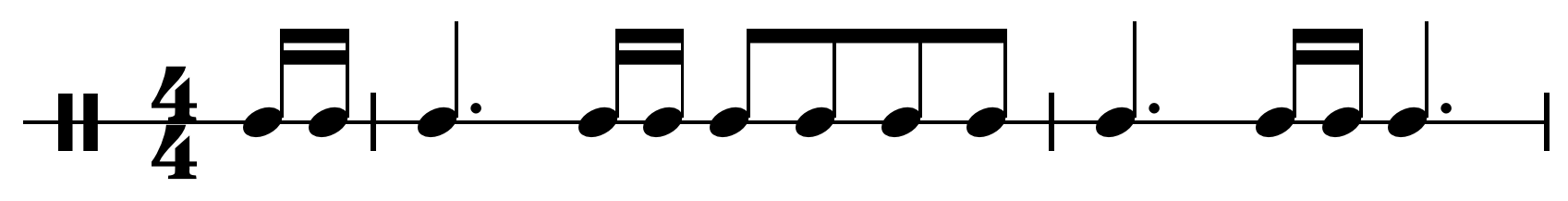
Allemande ritmusa

Az allemande-ról szóló első feljegyzések a 16. századi francia táncmester, Thoinot Arbeau munkájában (Orchésographie, 1588.) találhatók, mely egyúttal a reneszánsz táncok elsődleges forrása is. Thoinot Arbeau az allemande-ot rendkívül régi táncként említi. A már az 1500-as években megemlített, lassú, páros ütemű, feltehetően eredetileg német tánc  ugyanakkor francia területről vált népszerűvé mind a francia és az angol udvarban is. Az 1600-as évek népszerű táncát Angliában almain-ként, vagy almand-ként ismerték. Az angol udvarban fellelt leírások szerint az allemande-ot a táncoló párok egymás kezét megérintve, a bálteremben körbejárva táncolták.
A páros lüktetésű mérsékelt tempójú allemande jellegzetes tizenhatodos – egy, két vagy három tizenhatod – felütéssel kezdődik, a feltételezhetően német eredetű tánc korai korszakáról ugyanakkor nincs fennmaradt német lejegyzés.

## Műzenében
I. Erzsébet korabeli angol zeneszerzők műveiben az allemande önálló darabként is megjelenik.
A 17. századi francia zeneszerzők műveiben az allemande tempója eltérő. Lassú változata, a méltóságteljes, pavane-hoz hasonló allemande megjelenik gyászzenék tételei között (tombeau) is. A német zeneszerző, Johann Jakob Froberger és J. S. Bach főleg billentyűs hangszerekre írt szvitjeiben is a hagyományos, lassú tempójú allemande hallható. Pl.: J. S. Bach: Francia szvitek (BWV 812–817), és Csellószvitek (BWV 1007–1012).
Ugyanakkor az olasz és angol zeneszerzők allemande-jaiban a tempók széles skálája figyelhető meg, Arcangelo Corelli műveiben largo-tól a presto-ig.
Johann Gottfried Walther 1732-ben megjelent zenei lexikonjában, Musikalisches Lexicon (Leipzig, 1732), lassú szertartásos táncként említi az allemande-ot, ugyanígy Johann Mattheson is a Vollkommene Capellmeister (Hamburg, 1739) című művében rövid motívumokból építkező, nagyobb, eltérő hangvételű egységgé (8 + 8, vagy 8 + 10, vagy 8 + 8 + 8 taktussá) összeálló, néha két ellentétes hangvételű tételként írja le.
Később, a 18. század végén komponált művekben már hármas lüktetésű, Carl Maria von Weber 1801-ben komponált darabjában, a Douze allemandes op. 4, már megelőlegezi a későbbi keringőt.

## Fordítás
Ez a szócikk részben vagy egészben  az   Allemande című angol Wikipédia-szócikk ezen változatának fordításán alapul.  Az eredeti cikk szerkesztőit annak laptörténete sorolja fel. Ez a jelzés csupán a megfogalmazás eredetét és a szerzői jogokat jelzi, nem szolgál a cikkben szereplő információk forrásmegjelöléseként.